# Statilia Messalina
Statilia Messalina (35 – po roce 68 Řím) byla římská patricijka,[zdroj?] císařovna a třetí manželka římského císaře Nerona.

## Biografie

### Původ
Starověké prameny se o její rodině zmiňují jen málo, Suetonius však uvádí, že byla pravnučkou Tita Statilia Taura, římského vojevůdce, který byl za své vítězství oceněn triumfem a dvakrát se stal konzulem. Byla buď dcerou Tita Statilia Taura Corvina, který byl v roce 45 n. l. konzulem a který byl zapleten do spiknutí proti císaři Claudiovi, nebo dcerou Corvinovy sestry Statilie Messalliny. Její babičkou mohla být Valeria Messalina Corvina, jedna z dcer římského senátora Marka Valeria Messalla Corvina, který byl konzulem v roce 31 př. n. l.

### Sňatky
Jejím čtvrtým manželem se stal konzul Marcus Julius Vestinus Atticus, kterému pravděpodobně porodila syna Marca Giulia Vestina (zemřel v roce 88 n. l.). Kolem roku 65 n. l. se stala milenkou císaře Nerona. V roce 66, po smrti císařovy druhé manželky Poppaey Sabiny, byl Vestinus donucen spáchat sebevraždu, aby se Nero mohl se Statilií oženit.
Ačkoli byla vtipná a intrikánská, byla mnohem méně okázalá než její předchůdkyně a na veřejnosti se držela spíše stranou. Byla jedním z mála dvořanů, kteří přežili pád Neronovy vlády. Po Neronově smrti jí Otho slíbil, že se s ní ožení. V roce 69 n. l. však spáchal sebevraždu.

### Citace
V tomto článku byl použit překlad textu z článku Statilia Messalina na anglické Wikipedii.
1. ↑  LIGHTMAN, Marjorie; LIGHTMAN, Benjamin. A to Z of Ancient Greek and Roman Women. [s.l.]: Infobase Publishing 433 s. Dostupné online. ISBN 978-1-4381-0794-3. (anglicky) Google-Books-ID: 2esYJJUETiYC.
2. ↑  Syme, R., Augustan Aristocracy, p. 377